# Cyrtandra suffruticosa
Cyrtandra suffruticosa är en tvåhjärtbladig växtart som beskrevs av Ridley. Cyrtandra suffruticosa ingår i släktet Cyrtandra och familjen Gesneriaceae. Inga underarter finns listade i Catalogue of Life.